# Српски рјечник
Српски рјечник је рјечник чији је аутор Вук Стефановић Караџић. Пуно име гласило је Српски рјечник истолкован њемачким и латинским ријечма. Написан је на народном језику.

## Српски рјечник
Прво издање „Рјечника“ изашло је 1818. године и садржи у себи 26.270 ријечи које је Вук чуо у народном говору. Вук је грађу за овај рјечник почео да скупља још 1815. године на наговор Јернеја Копитара. Не зна се тачно када се родила намјера за стварањем овог дјела, јер је он сам рекао да је још док је радио на суду у Србији знао да запише понеку ријеч која му се учинила занимљивом. „Рјечник“ је био један од најважнијих корака у борби за језик јер је постављао за основу књижевног језика чисти народни језик, а уз њега је долазило и друго издање граматике. У „Рјечнику“ су први пут испоштоване гласовне промјене, а прикључена му је и „Граматика српскога језика“ коју је 1824. године на немачки језик превео Јакоб Грим.
Речи у рјечнику биле су акцентоване, а правила по којима су акцентована нешто се разликују од данашњих. Ријечи је на латински и њемачки језик превео словеначки слависта и лингвиста Јернеј Копитар.
Занимљиво је да је рјечник завршен чак двије године прије него што је објављен. Два главна разлога тог кашњења су били недостатак средстава као и митрополит Стеван Стратимировић. У Вуку је видио непријатеља српске цркве и државе који је имао намјеру да преко реформе правописа започне унијаћење Срба.
Вук у једном писму Мушицком на питање како напредује издавање „Рјечника“ одговара: „Не да се. Али ће се дати!“. Вук у „Рјечник“ уводи шест слова: Ј из латинице (које се у латиници обиљежавало као ï), Љ, Њ, Ђ, Ћ и Џ. У овом издању „Рјечника“ нема слова Х. Вук је био за то да се оно избаци из азбуке јер је тврдио да се оно и не појављује у српском језику. Али, на инсистирање Мушицког и Соларића унио је Х и Ф, и то како каже, само за туђе ријечи. У Рјечнику нема слова Х, али су неке ријечи написане са Х (архимандрит, архиђакон, захвалити, захватити...)

### Предговор
Предговор „Рјечнику“ је, у ствари, завршна Вукова ријеч која је упућена Миловану Видаковићу и осталим Славено-Србима са којима је био у полемици дуго времена. Вук је предговор „Рјечнику“ написао у облику расправе у којој је писао да се нико прије Доситеја Обрадовића није сјетио да пише по својим правилима, већ је свако писао „по свом вкусу“. Он у даљем тексту заговара заједништво српског језика православаца и католика говорећи о „браћи римског закона који нам с радошћу руке пружају“. Разлоге који су га натјерали да изда „Рјечник“ навео је у једном одломку, којим се на неки начин може протумачити сав његов рад.
Ја сам из љубави к српскоме језику и из жеље да би му се што брже помогло, прије неколике године написао и издао на свијет „Писменицу српскога језика по говору простога народа написана“ само као мали углед како Србљи склањају имена и спрежу глаголе. Који су сумњали да што не знаду, могли су се чему и из ње поучити; а који мисле да све знаду, они ће се подерати онакви какви су, макар им неко написао сто најбољих граматика. Из којих сам узрока издао ону прву српску граматику, из онијех издајем и овај први Српски рјечник (и другу граматику).

### Оптужбе
Добар повод својим противницима да појачају нападе на њега дао је тим што је у „Рјечник“ унео велики број псовки. То је дјелимично урадио по наговору Копитара и Јакоба Грима. Грима су веома занимале псовке у српском језику и у преписци са Вуком је тражио њихов еквивалент у њемачком. Напади на Вукову реформу нису престали ни након 1847. која се рачуна као година Вукове побједе.

## Друго издање
Године 1852. издато је Караџићево капитално дело, друго издање "Српског рјечника" са 47.427 речи које су биле акцентоване. Друго издање, је допуњено и прерађено у односу на издање из 1818. Вуков сарадник на другом издању био је Ђурo Даничић. 
Вуков Рјечник није обично лексикографско дело, него нешто много више од тога, енциклопедија српског народног живота, у којој су описана народна веровања, обичаји, ношња, унесени исцрпни подаци о нашим крајевима, о друштвеним односима и национално-политичким приликама, о флори и фауни, о просвети и школама, о оружју и оруђу: дело је богато илустровано народним умотворинама: пословицама, приповеткама, загонеткама, предањима те стиховима из лирских и епских песама. Рјечник је синтеза целога Вуковога рада. У њему су заступљене све гране његове делатности: и филологија и етнологија, и историја и народне умотворине. 
Овај речник народног језика, превод "Новог завјета" (1847), и збирке народних умотворина представљали су темеље за савремени стандардни српски језик.